# 王儁
王儁（2世紀—200年代），字子文，汝南人，漢末名士。

## 生平
早年為范滂、許章所識，與南陽人岑晊親善，更是曹操的布衣之交，並認為曹操有「治世之具」。
袁紹、袁術兄弟的母親過世時，王儁也和曹操一同參與喪禮，曹操當時在外偷偷向王儁說：「天下即將大亂，作亂首魁必定是這兩人。要安頓天下，為百姓請命，不先除掉這兩人，就可以平息大亂了。」，王儁說：「像您這樣講，要救濟天下的人，除了你還有誰呢！」於是兩人對笑。後來袁氏兄弟果然為割據諸侯，曹操隨後也打敗了他們。
王儁外在文靜而有先見之明，知道漢末大亂而推拒州郡三府徵召，曹操也曾嘗試以車馬徵召王儁也不成，於是王儁去荊州武陵郡避居，當時約有一百餘戶跟隨王儁一同遷徙。漢獻帝遷都許昌之後，想徵王儁為尚書，王儁也沒應職。
劉表治理荊州時，看到袁紹勢力強大而想附合他，王儁這時候勸劉表說：「曹公（曹操），就是天下英雄，一定能復興霸業，繼承齊桓公、晉文公之霸業。而您現在釋近就遠，假設一天有急需時，遙望漠北之救，這不會很難嗎？」但劉表不聽。
後來王儁在武陵病逝，享年六十四，曹操聽到死訊後也感到哀傷。直到曹操南下荊州之後才為王儁迎喪，改葬於江陵郡，並上表列王儁為先賢。